# 云南蛛毛苣苔
云南蛛毛苣苔（学名：Paraboea neurophylla）为苦苣苔科蛛毛苣苔属下的一个种。